# Léon Van den Haute
 (août 2022).
La mise en forme du texte ne suit pas les recommandations de Wikipédia : il faut le « wikifier ».
Les points d'amélioration suivants sont les cas les plus fréquents. Le détail des points à revoir est peut-être précisé sur la page de discussion.
- Les titres sont pré-formatés par le logiciel. Ils ne sont ni en capitales, ni en gras.
- Le texte ne doit pas être écrit en capitales (les noms de famille non plus), ni en gras, ni en italique, ni en « petit »…
- Le gras n'est utilisé que pour surligner le titre de l'article dans l'introduction, une seule fois.
- L'italique est rarement utilisé : mots en langue étrangère, titres d'œuvres, noms de bateaux, etc.
- Les citations ne sont pas en italique mais en corps de texte normal. Elles sont entourées par des guillemets français : « et ».
- Les listes à puces sont à éviter, des paragraphes rédigés étant largement préférés. Les tableaux sont à réserver à la présentation de données structurées (résultats, etc.).
- Les appels de note de bas de page (petits chiffres en exposant, introduits par l'outil «  Source ») sont à placer entre la fin de phrase et le point final[comme ça].
- Les liens internes (vers d'autres articles de Wikipédia) sont à choisir avec parcimonie. Créez des liens vers des articles approfondissant le sujet. Les termes génériques sans rapport avec le sujet sont à éviter, ainsi que les répétitions de liens vers un même terme.
- Les liens externes sont à placer uniquement dans une section « Liens externes », à la fin de l'article. Ces liens sont à choisir avec parcimonie suivant les règles définies. Si un lien sert de source à l'article, son insertion dans le texte est à faire par les notes de bas de page.
- La présentation des références doit suivre les conventions bibliographiques. Il est recommandé d'utiliser les modèles {{Ouvrage}}, {{Chapitre}}, {{Article}}, {{Lien web}} et/ou {{Bibliographie}}. Le mode d'édition visuel peut mettre en forme automatiquement les références.
- Insérer une infobox (cadre d'informations à droite) n'est pas obligatoire pour parachever la mise en page.

Pour une aide détaillée, merci de consulter Aide:Wikification.
Si vous pensez que ces points ont été résolus, vous pouvez retirer ce bandeau et améliorer la mise en forme d'un autre article.
Léon Van den Haute (9 octobre 1887 à Hemiksem - 23 février 1931 à Schaerbeek) est un journaliste sportif belge et le fondateur du Tour des Flandres.

## Biographie
Van den Haute est le troisième fils d'un notaire. Après ses études – notamment au Collège Saint-Michel d'Etterbeek – il commence à travailler comme commerçant. À ses heures perdues, il devient actif dans la vie sportive bruxelloise : il participe à plusieurs magazines cyclistes, comme Le Vélo . Sa carrière de journaliste sportif devient rapidement son occupation principale : en 1909, il devient correspondant à Bruxelles de l'hebdomadaire Sportvriend (alors nouvellement fondé). C'est là qu'il rencontre pour la première fois Charles Steyaert, plus connu sous le nom de Karel Van Wijnendaele. Plus tard, il fonde le magazine SportWereld . En tant que directeur de ce magazine, il organise le premier Tour des Flandres.

## Carrière

### Sportwereld
Le sport cycliste gagne énormément en popularité. La maison d'édition bruxelloise Patria veut lancer son propre magazine sportif et recrute à cet effet Léon Van den Haute. Grâce à ses contacts notamment avec Sportvriend, il peut rassembler autour de lui un sympathique groupe d'employés, dont Charles Steyaert. Le 12 septembre 1912, le premier numéro du nouveau magazine Sportwereld est publié. Léon Van den Haute est responsable de l'aspect organisationnel et financier du magazine ; Grâce à ses talents de journaliste, Charles Steyaert continue d'évoluer au poste de rédacteur en chef. Il écrit sous le pseudonyme de Karel van Wijnendaele (d'après le château du même nom dans son village natal Torhout).

### Le Tour des Flandres
L'idée d'un tour à vélo n'est pas nouvelle. Dans la première décennie du XXe siècle, il y avait déjà des initiatives, telles que l' Omloop der Vlaanders (qui, cependant, restent sans grand effet). Pour Sportwereld, de tels événements sportifs offrent clairement des opportunités publicitaires. Léon Van den Haute avait déjà acquis une expérience dans l'organisation de courses cyclistes. Une course propre comme le Tour de France est une prochaine étape logique.

#### Les premiers Rondes
Léon Van den Haute élabore le concept du Tour et finance l'ensemble du projet. De plus, il s'occupe de la mise en œuvre pratique (depuis les rendez-vous avec les différents villages et communes pour les points de contrôle, le contrôle de l'état des routes, et même la mise en place de la signalisation la veille de la course). Nombre de villes n'étaient pas enthousiastes à l'idée de faire passer une course cycliste dans leurs rues. Par exemple, le Sportwereld du 21 mai 1913 montre que des villes comme Lokeren et Audenarde avaient refusé le passage de la ville au parcours, de sorte que l'itinéraire a dû être modifié. La première édition n'est finalement pas un grand succès. Dans Sportwereld, le (propre) parcours est rapporté avec beaucoup d'enthousiasme. Malgré le revers de la première édition, Léon Van den Haute veut donner une seconde chance à cette course cycliste. Cette deuxième édition aurait lieu plus tôt dans l'année, en quelque sorte, en début de saison cycliste. En raison de la planification ajustée et des reportages intensifs dans Sportwereld, cette édition attire plus d'attention. En raison du déclenchement de la Première Guerre mondiale plus tard cette année-là, toutes les versions ultérieures ont été abandonnées.

#### LanouvelleRonde
Immédiatement après la Première Guerre mondiale, Léon Van den Haute veut organiser une troisième édition, contre l'avis de son associé Karel Van Wijnendaele. En raison de la situation d'après-guerre (comme le mauvais état des routes), il semblait impossible d'organiser une course cycliste. Mais Van den Haute persévère et la course devient un succès, malgré le prix élevé du matériel de vélo juste après la guerre... Grâce au succès de sa course, Léon van den Haute est reconnu dans le monde du cyclisme. Non seulement dans son "propre" journal, mais aussi dans d'autres magazines sportifs, il est honoré pour son engagement et sa vision. Depuis ce premier "nouveau" Tour des Flandres en 1919, le Tour des Flandres a été organisé chaque année, même pendant la Seconde Guerre mondiale. Van den Haute reste très impliqué dans l'organisation ; par exemple, il effectue lui-même les voyages de reconnaissance nécessaires pour les Tours. En 1926, Karel Van Wijnendaele reprend l'organisation.

### Après
Les affaires vont bien et Léon Van den Haute parvient à convaincre Karel Van Wijnendaele de racheter ensemble le journal ; la popularité de Karel Van Wijnendaele est nécessaire pour que le magazine continue à se développer. Même dans la gestion privée, les rôles restent clairement divisés : Léon tient les rênes organisationnelles et financières, Charles manie la plume. Edouard Hermès, collaborateur des Sports Illustrés, décrit dans ses mémoires Van den Haute comme timide et ne parlant pas couramment, contrairement à Karel Van Wijnendaele. La santé de Léon Van den Haute se détériore. Au milieu de la vingtaine, il doit laisser à d'autres l'organisation du journal et de la tournée. À partir de ce moment, Karel Van Wijnendaele devient l'organisateur de la Ronde. Van den Haute reste le père de la Ronde (titre qui lui a été donné par Karel Van Wijnendaele). Sa mort est rapportée dans de nombreux journaux. Aussi dans son propre Sportwereld est bien sûr beaucoup d'attention accordée à leur fondateur.